# 伊莫金·班克尔
伊莫金·班克尔（英語：Imogen Bankier，1987年11月18日—），出生於英國蘇格蘭格拉斯哥，蘇格蘭女子羽毛球運動員，擅長雙打項目，曾與克里斯·爱德考克合作在2011年世錦賽上赢得混雙亞軍。2015年12月宣布退役。

## 簡歷
伊莫金·班克尔9歲時開始接觸羽毛球運動，起初跟家人在家中的後花園打球，後來則加入當地的一間俱樂部 Cairns Church Badminton Club 接受訓練。
2010年12月，伊莫金·班克尔夥拍克里斯·爱德考克參加愛爾蘭羽毛球國際賽混合雙打比賽，贏得冠軍。
2011年8月，他們又拍檔參加倫敦舉行的世界羽毛球錦標賽混合雙打比賽，先後擊敗8號種子泰國的颂蓬·阿努里达亚翁/恭差拉·沃拉威七猜恭、15號種子日本的池田信太郎/潮田玲子、4號種子中國的陶嘉明/田卿及2號種子印尼的通托维·艾哈迈德/利利亚纳·纳西尔，以「黑馬」姿態躋身決賽，突破個人最佳成績，惜最終負於賽事頭號種子中國的张楠/赵芸蕾，僅得銀牌。
2013年8月，伊莫金·班克尔參加中國廣州舉行的世界羽毛球錦標賽，與保加利亞的佩蒂娅·内德尔奇娃出戰女子雙打項目，在首圈就以1比2（21-18、18-21、16-21）負於泰國的娜丽莎帕·拉姆/莎拉丽·桑松卡姆出局。
2015年12月，伊莫金·班克尔在twitter上宣布自己將從國際羽毛球賽事中退役。退役後，她將協助打理父親的威士忌業務，並負責經營在巴黎開立一家新威士忌店。

## 主要比賽成績
只列出曾進入準決賽的國際賽事成績：
| 年份   | 賽事                       | 公開賽級別 | 項目     | 拍檔              | 成績   |
| ------ | -------------------------- | ---------- | -------- | ----------------- | ------ |
| 2007年 | 碧特博格羽毛球大獎賽       | 大獎賽     | 混合雙打 | 罗伯·布莱尔       | 亞軍   |
| 2008年 | 丹麥羽毛球超級賽           | 超級賽     | 混合雙打 | 罗伯·布莱尔       | 準決賽 |
| 2009年 | 芬蘭羽毛球公開賽           | 國際挑戰賽 | 混合雙打 | 罗宾·米德尔顿     | 亞軍   |
| 2010年 | 德國羽毛球大獎賽           | 大獎賽     | 混合雙打 | 罗伯·布莱尔       | 亞軍   |
| 2010年 | 碧特博格羽毛球黃金大獎賽   | 黃金大獎賽 | 混合雙打 | 克里斯·爱德考克   | 準決賽 |
| 2010年 | 蘇格蘭羽毛球國際賽         | 國際挑戰賽 | 混合雙打 | 克里斯·爱德考克   | 冠軍   |
| 2010年 | 愛爾蘭羽毛球國際賽         | 國際系列賽 | 混合雙打 | 克里斯·爱德考克   | 冠軍   |
| 2010年 | 意大利羽毛球國際賽         | 國際挑戰賽 | 混合雙打 | 克里斯·爱德考克   | 冠軍   |
| 2011年 | 德國羽毛球黃金大獎賽       | 黃金大獎賽 | 混合雙打 | 克里斯·爱德考克   | 準決賽 |
| 2011年 | 世界羽毛球錦標賽           | 其他       | 混合雙打 | 克里斯·爱德考克   | 亞軍   |
| 2012年 | 瑞典斯德哥爾摩羽毛球國際賽 | 國際挑戰賽 | 混合雙打 | 克里斯·爱德考克   | 準決賽 |
| 2012年 | 瑞士羽毛球黃金大獎賽       | 黃金大獎賽 | 混合雙打 | 克里斯·爱德考克   | 準決賽 |
| 2012年 | 芬蘭羽毛球公開賽           | 國際挑戰賽 | 混合雙打 | 克里斯·爱德考克   | 冠軍   |
| 2012年 | 歐洲羽毛球錦標賽           | 其他       | 混合雙打 | 克里斯·爱德考克   | 季軍   |
| 2012年 | 法國羽毛球超級賽           | 超級賽     | 混合雙打 | 克里斯·爱德考克   | 準決賽 |
| 2013年 | 法國羽毛球國際賽           | 國際挑戰賽 | 女子雙打 | 佩蒂娅·内德尔奇娃 | 準決賽 |
| 2013年 | 法國羽毛球國際賽           | 國際挑戰賽 | 混合雙打 | 罗伯·布莱尔       | 冠軍   |
| 2013年 | 芬蘭羽毛球公開賽           | 國際挑戰賽 | 女子雙打 | 佩蒂娅·内德尔奇娃 | 冠軍   |
| 2013年 | 荷蘭羽毛球國際賽           | 國際挑戰賽 | 女子雙打 | 佩蒂娅·内德尔奇娃 | 亞軍   |
| 2013年 | 哈爾科夫羽毛球國際賽       | 國際挑戰賽 | 女子雙打 | 佩蒂娅·内德尔奇娃 | 冠軍   |
| 2013年 | 哈爾科夫羽毛球國際賽       | 國際挑戰賽 | 混合雙打 | 罗伯·布莱尔       | 冠軍   |
| 2013年 | 比利時羽毛球國際賽         | 國際挑戰賽 | 女子雙打 | 佩蒂娅·内德尔奇娃 | 冠軍   |
| 2013年 | 比利時羽毛球國際賽         | 國際挑戰賽 | 混合雙打 | 罗伯·布莱尔       | 準決賽 |
| 2013年 | 捷克羽毛球國際賽           | 國際挑戰賽 | 女子雙打 | 佩蒂娅·内德尔奇娃 | 冠軍   |
| 2013年 | 保加利亞羽毛球國際賽       | 國際挑戰賽 | 女子雙打 | 佩蒂娅·内德尔奇娃 | 準決賽 |
| 2013年 | 保加利亞羽毛球國際賽       | 國際挑戰賽 | 混合雙打 | 罗伯·布莱尔       | 冠軍   |
| 2013年 | 蘇格蘭羽毛球大獎賽         | 大獎賽     | 女子雙打 | 佩蒂娅·内德尔奇娃 | 準決賽 |
| 2013年 | 蘇格蘭羽毛球大獎賽         | 大獎賽     | 混合雙打 | 罗伯·布莱尔       | 冠軍   |
| 2013年 | 威爾斯羽毛球國際賽         | 國際挑戰賽 | 女子雙打 | 克里斯蒂·吉尔莫   | 準決賽 |
| 2013年 | 愛爾蘭羽毛球公開賽         | 國際挑戰賽 | 女子雙打 | 克里斯蒂·吉尔莫   | 準決賽 |
| 2013年 | 愛爾蘭羽毛球公開賽         | 國際挑戰賽 | 混合雙打 | 罗伯·布莱尔       | 亞軍   |
| 2014年 | 瑞典羽毛球大師賽           | 國際挑戰賽 | 混合雙打 | 罗伯·布莱尔       | 冠軍   |
| 2014年 | 德國羽毛球黃金大獎賽       | 黃金大獎賽 | 混合雙打 | 罗伯·布莱尔       | 冠軍   |
| 2014年 | 法國羽毛球國際賽           | 國際挑戰賽 | 女子雙打 | 佩蒂娅·内德尔奇娃 | 冠軍   |
| 2014年 | 法國羽毛球國際賽           | 國際挑戰賽 | 混合雙打 | 罗伯·布莱尔       | 冠軍   |
| 2014年 | 歐洲羽毛球錦標賽           | 其他       | 女子雙打 | 佩蒂娅·内德尔奇娃 | 準決賽 |
| 2014年 | 西班牙羽毛球公開賽         | 國際挑戰賽 | 女子雙打 | 克里斯蒂·吉尔莫   | 亞軍   |
| 2014年 | 西班牙羽毛球公開賽         | 國際挑戰賽 | 混合雙打 | 罗伯·布莱尔       | 冠軍   |
| 2014年 | 英聯邦運動會羽毛球比賽     | 其他       | 混合雙打 | 罗伯·布莱尔       | 銅牌   |
| 2014年 | 蘇格蘭羽毛球大獎賽         | 大獎賽     | 女子雙打 | 克里斯蒂·吉尔莫   | 準決賽 |
| 2014年 | 蘇格蘭羽毛球大獎賽         | 大獎賽     | 混合雙打 | 罗伯·布莱尔       | 冠軍   |

| 2007-2017年 | 首要超級賽 | 超級賽 | 黃金大獎賽 | 大獎賽 | 國際挑戰賽 | 國際系列賽 | 未來系列賽 | 其他 |

### 奧運會和世錦賽參賽紀錄
|          | 搭檔              | 2005 | 2006 | 2007 | 2008 | 2009 | 2010 | 2011 | 2012       | 2013 | 2014 |
| -------- | ----------------- | ---- | ---- | ---- | ---- | ---- | ---- | ---- | ---------- | ---- | ---- |
| 女子雙打 | Emma Mason        | 64強 | 48強 | 32強 | －   | －   | 32強 | －   | －         | －   | －   |
| 女子雙打 | 佩蒂娅·内德尔奇娃 | －   | －   | －   | －   | －   | －   | －   | －         | 48強 | 48強 |
|          |                   |      |      |      |      |      |      |      |            |      |      |
| 混合雙打 | Watson Briggs     | －   | 32強 | 64強 | －   | －   | －   | －   | －         | －   | －   |
| 混合雙打 | 克里斯·爱德考克   | －   | －   | －   | －   | －   | －   | 亞軍 | 小組第四名 | －   | －   |
| 混合雙打 | 罗伯·布莱尔       | －   | －   | －   | －   | －   | －   | －   | －         | －   | 32強 |

## 個人生活
伊莫金·班克尔的父親伊恩·班克尔（英語：Ian Bankier）是蘇格蘭足球超級聯賽球队凯尔特人足球俱乐部的主席。